# Agi Lindegren
August (Agi) Lindegren, född 29 december 1858 i Hudiksvall, död 16 november 1927 i Drottningholm, var en svensk arkitekt, tecknare och etsare.

## Biografi
Lindegren var son till grosshandlare Thiodolf Lindegren och Rosa Regnander. Han studerade vid Kungliga Tekniska högskolan i Stockholm 1877–1882 och vid Konstakademien i Stockholm 1882–1885.  Han erhöll av akademien den hertigliga medaljen vid examen. Enligt tidens ideal företog han sedan studieresor till bland annat Frankrike, Tyskland och Italien i olika omgångar under fyra år. Sommaren 1885 arbetade han som sidenmönsterritare i Paris.
Lindegren blev 1885 tjänstgörande arkitekt utom stat vid Överintendentsämbetet (från 1918 Byggnadsstyrelsen) och 1894 utnämnd till slottsarkitekt vid Drottningholms slott.
Han textade och illustrerade böckerna Broder Ragnvald och den heliga Catarina, av J. Böttiger (1887), Om Riddaren med Ämbaret (1895) och Due canzoni (1891), översatta av K. Wahlund, samt illustrerade Lilla Brigitteboken (1892), utgiven av H. Wieselgren, Hedvig Eleonoras Drottningholm (1897), av J. Böttiger, samt Les maisons souveraines de l'Europe, av F.U. Wrangel (1898–99), varjämte han tecknade bokband, som utförts av Gustaf Hedberg. Vid Oscar II:s jubileum 1897 var de flesta av de överlämnade svenska adresserna textade och illustrerade av Lindegren. Han etsade även exlibris, karikatyrer samt ett porträtt av professor M. Sondén. Lindegren blev 1899 ledamot av Akademien för de fria konsterna.
År 1911 drabbades Agi Lindegren av en hjärnblödning som förlamade högra sidan. Han kunde därefter inte själv utföra något arbete, men bidrog med råd till restaureringsarbeten på Drottningholms slott. 
Lindegren är representerad vid bland annat Nationalmuseum i Stockholm.
Han är gravsatt i Gustav Vasa kyrkas kolumbarium vid Odenplan Stockholm.

## Verk i urval

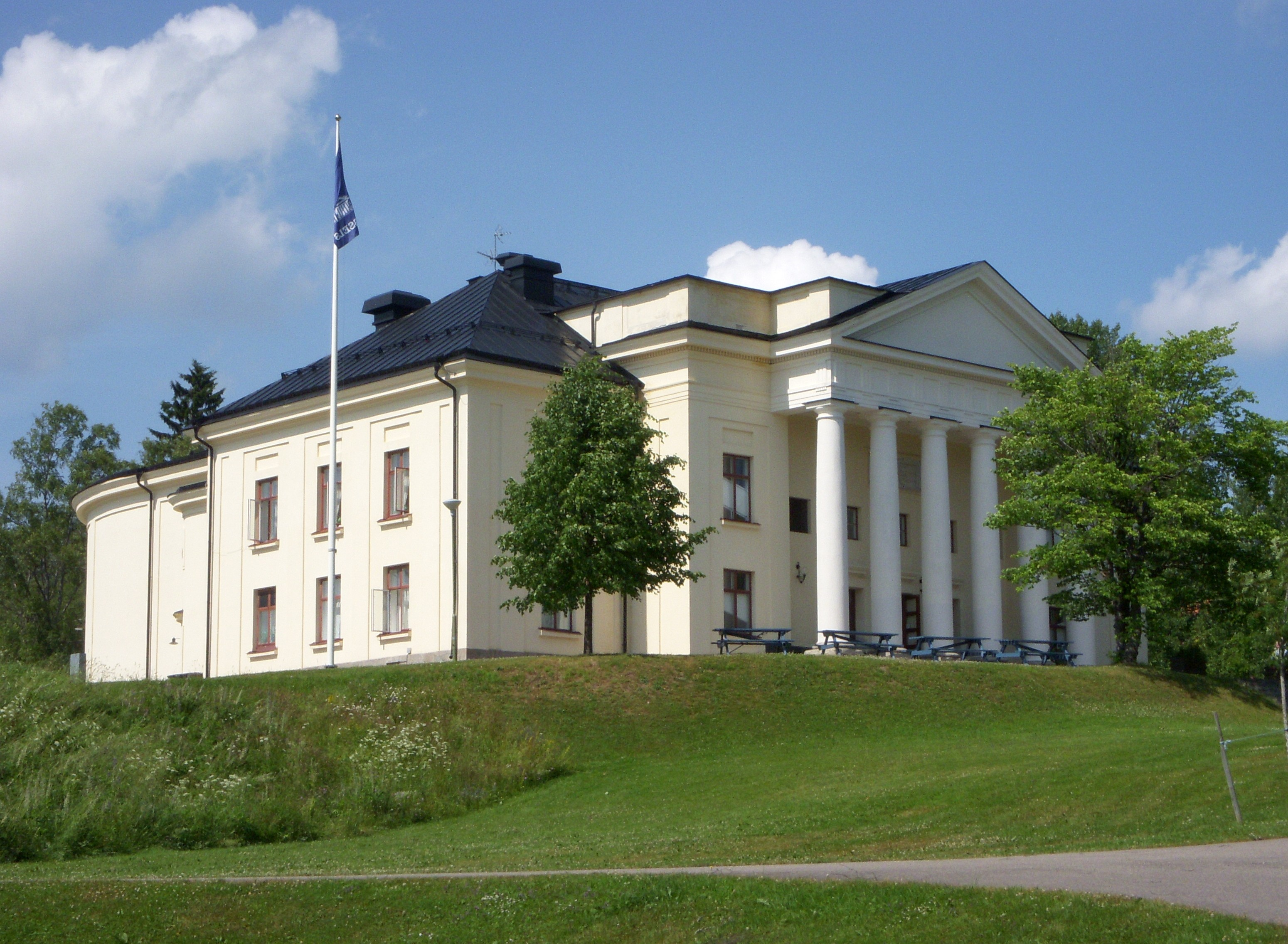
Cassels donation i Grängesberg

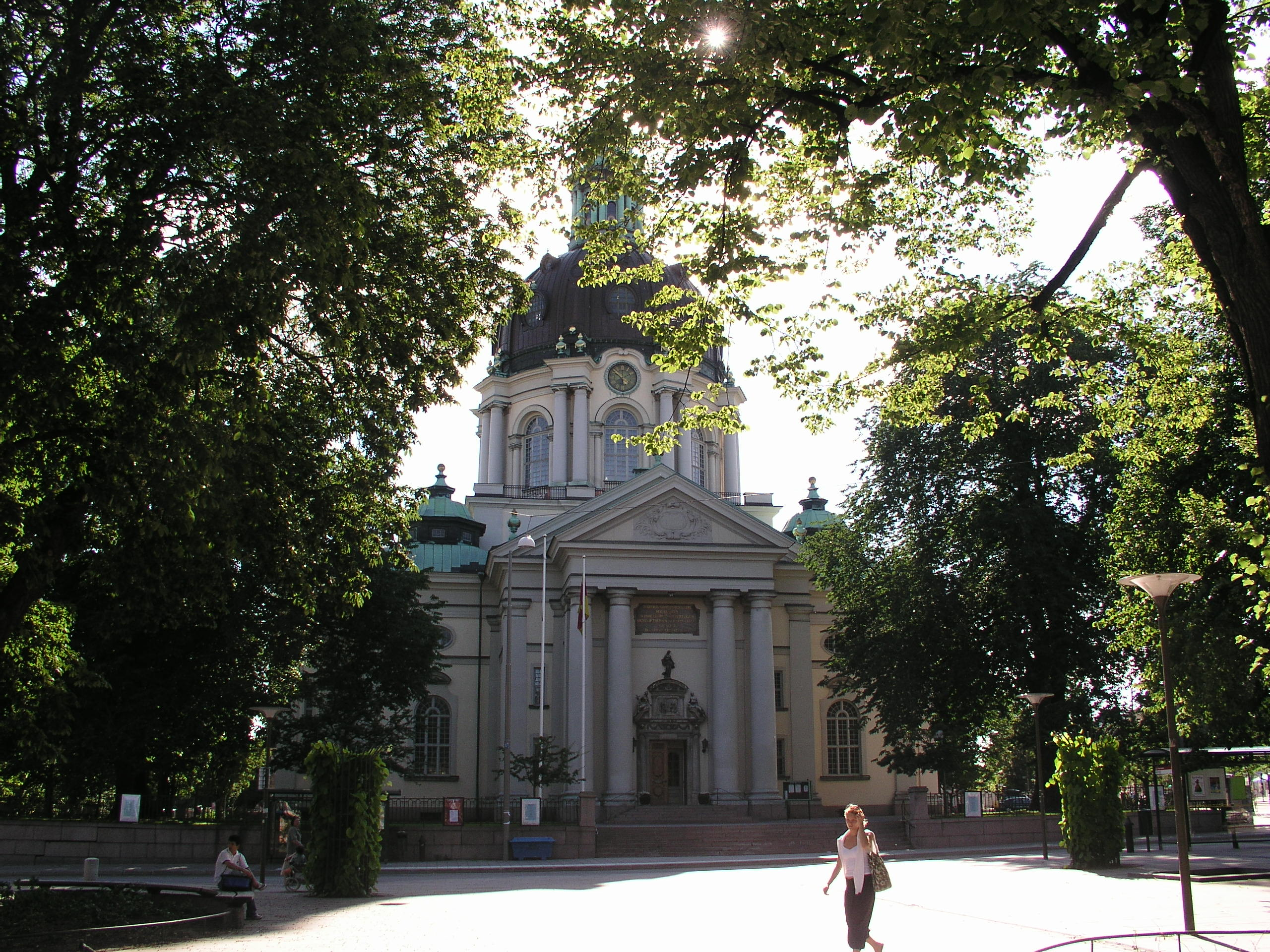
Gustaf Vasa kyrka i Stockholm.

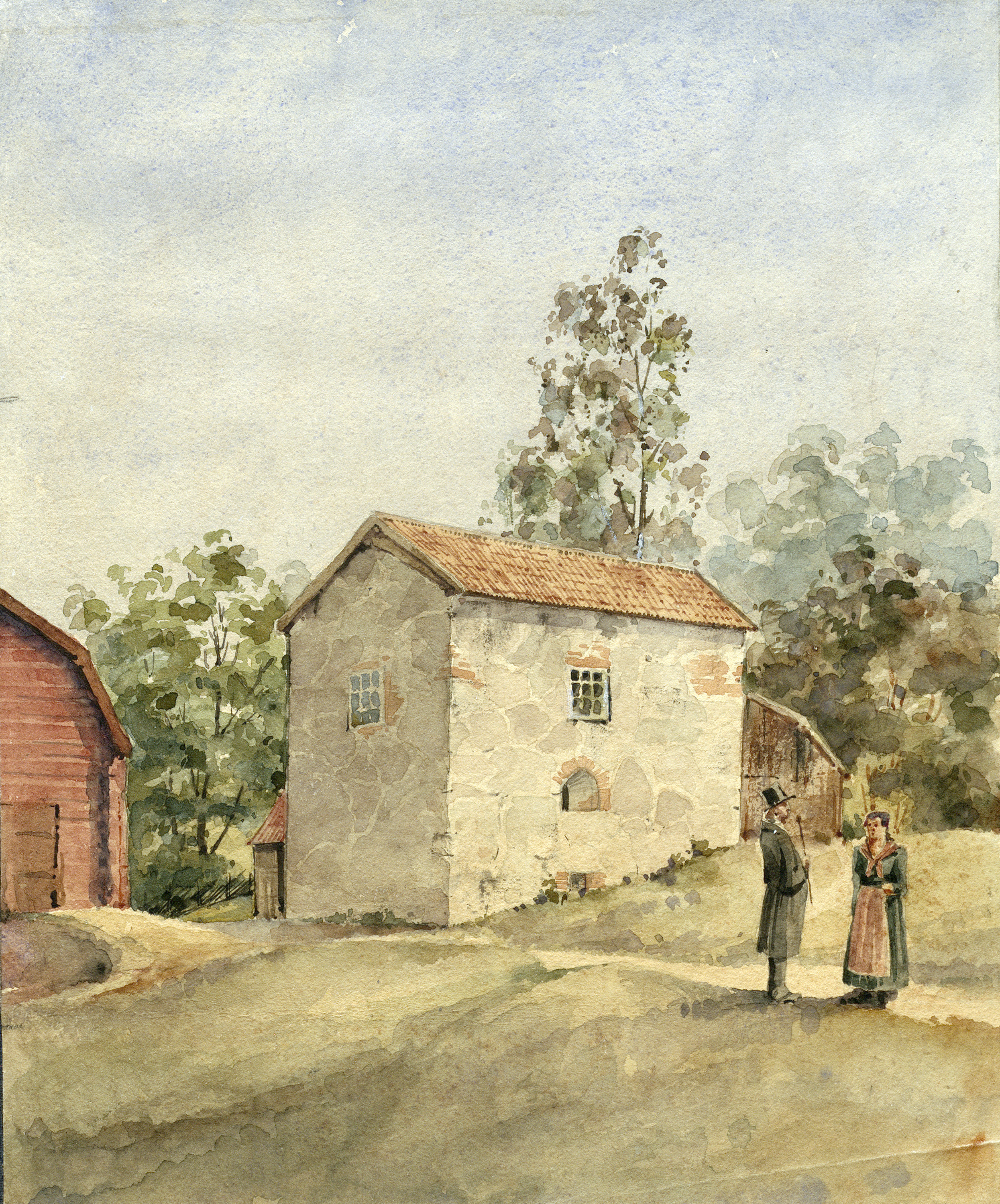
Gillestugan. Medeltida stenbyggnad nära Forsa kyrka. Akvarell av Lindegren 1880

### Arkitektur
- Villa Gransäter, Värmdö, Stockholms län (1886)
- Ny kyrka, Värmland (1887)
- Biologiska Museet, Stockholm (1893), närmast i norsk stavkyrkostil
- Davidsonska huset, Gustav Adolfs torg, Stockholm, tillsammans med Gustaf Lindgren (1894)
- Villa Skoga i Kolmården (Krokek) (1894)
- Nordiska museets provisoriska tillbyggnad vid Stockholmsutställningen 1897
- Villa Martin vid Gripsholm (1897)
- Cassels donation i Grängesberg (1898) [12]
- Frimurarhuset i  Härnösand (1900)
- Villa Swartz i Norrköping (1901)
- Fasader till brandstation i Kalmar (1906)
- Gustaf Vasa kyrka i Stockholm (fullbordad 1906)

### Restaureringar
- Västerås domkyrka (1896–1898)
- Ekensholm i Flens kommun, Södermanlands län (1898–1899)
- Trefaldighetskyrkan i Uppsala (1906)
- Mariakyrkan i Sigtuna (1906)
- Kristine kyrka, Falun (1903–1906)
- Klara kyrka i Stockholm (färdig 1907)

### Dekoreringar
- Hudiksvalls kyrka (1888)
- Sankt Johannes kyrka, Stockholm (1889–1890)
- Uppsala domkyrka (1890–1893)
- Nacka kyrka (1891)
- Sankt Olai kyrka, Norrköping (1891)
- Katarina kyrka, Stockholm (1892)
- Sankt Jacobs kyrka, Stockholm (1892–1893)
- Hedvig Eleonora kyrka, Stockholm (1894)
- Hedvigs kyrka, Norrköping (1894)
- Gustaf Adolfskyrkan, Stockholm (1894)
- Adolf Fredriks kyrka, Stockholm (1895)
- Härnösands domkyrka (1895)
- Västerås domkyrka (1895–1896)
- Ervalla kyrka utanför Örebro (1900)

## Bilder (verk i urval)

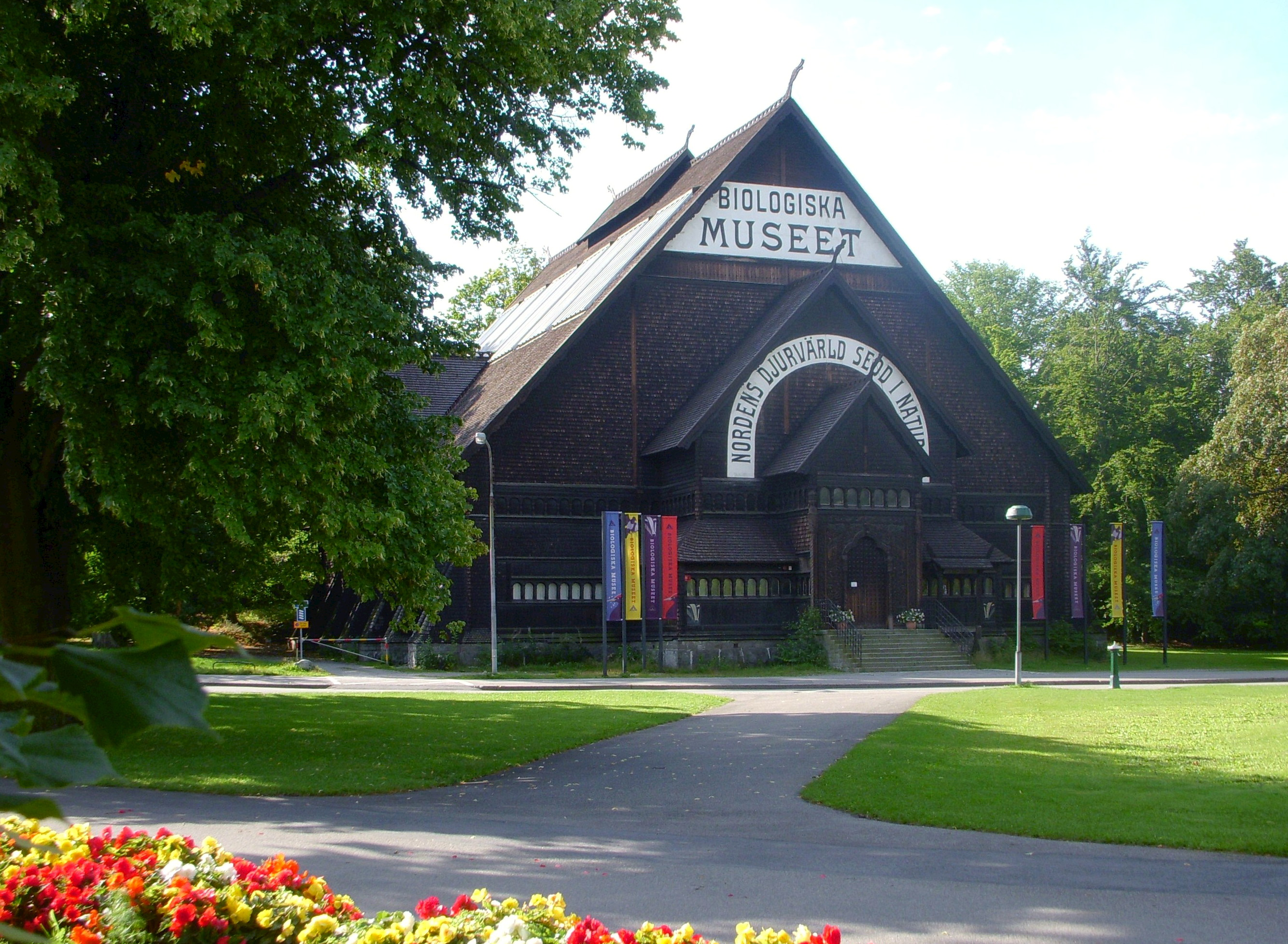
Biologiska museet, Stockholm
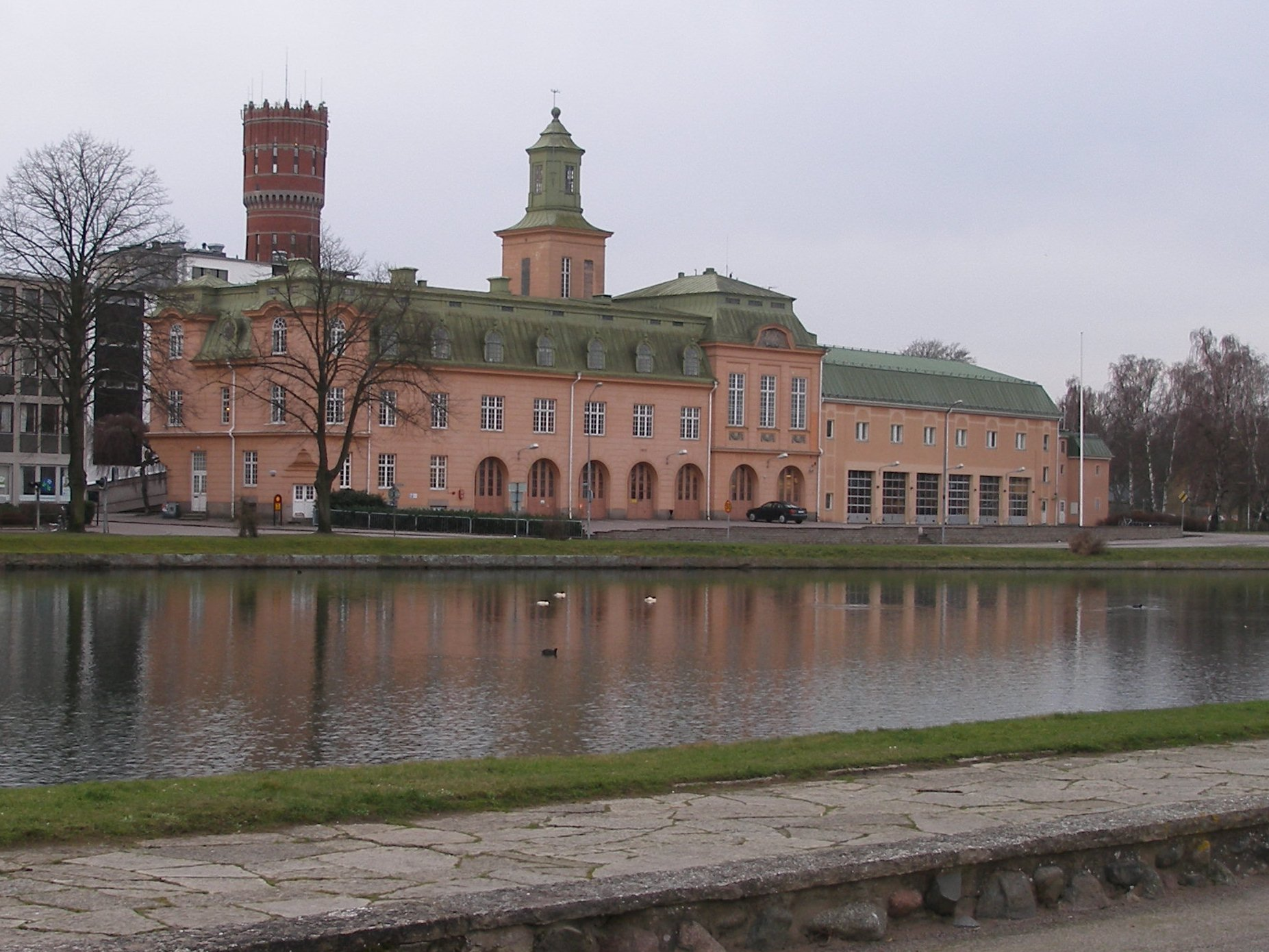
Brandstationen i Kalmar
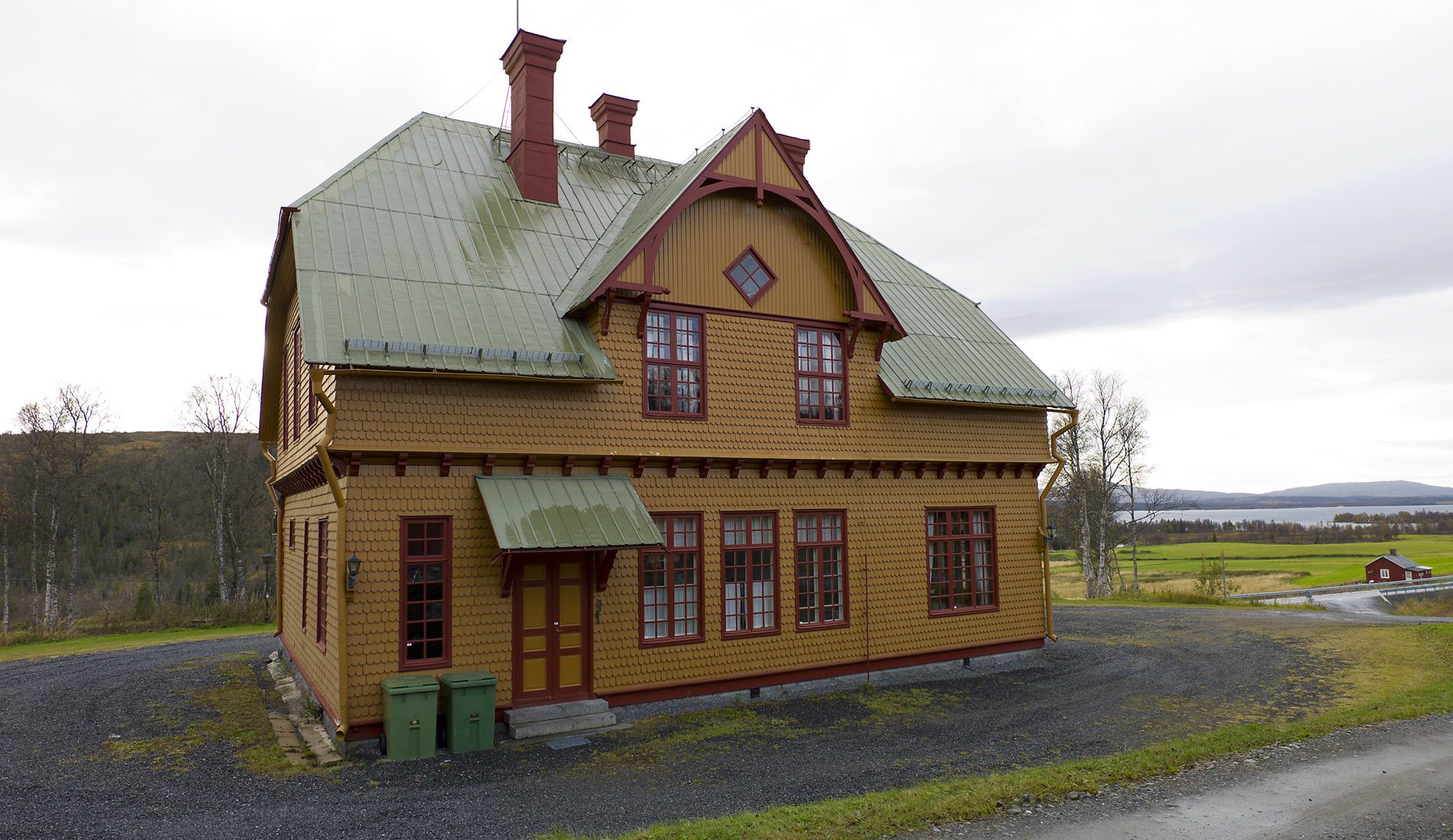
Medstugan, Jämtland
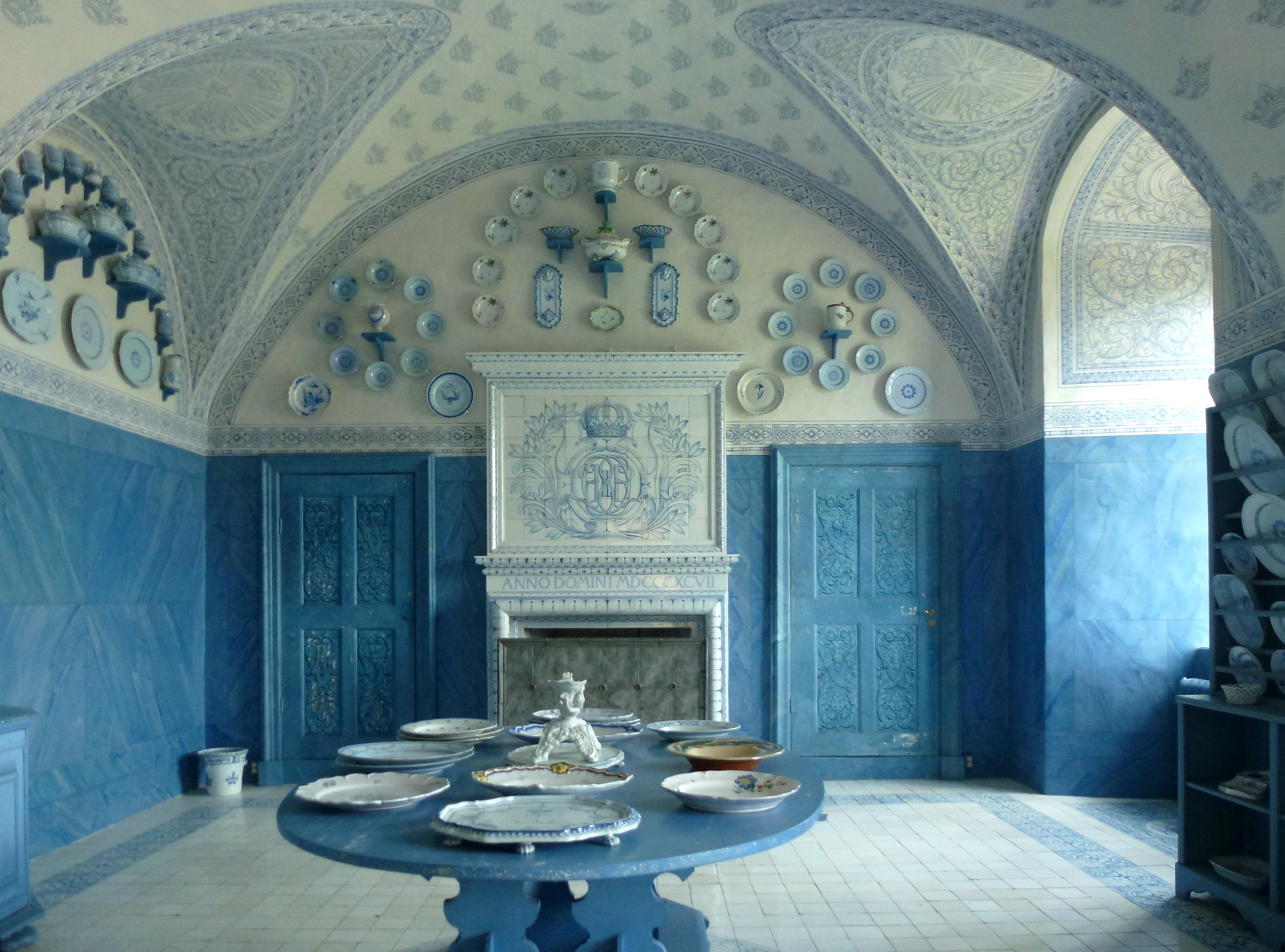
Porslinsrummet, Drottningholms slott

## Utmärkelser
- Konung Oscar II:s och Drottning Sofias guldbröllopsminnestecken, 1907.[9]
- Konung Oscar II:s jubileumsminnestecken, 1897.[9]
- Riddare av Nordstjärneorden, 1899.[13]
- Riddare av första klassen av Vasaorden, 1893.[14]
- Litteris et Artibus, 1891.